# 帕洛斯-德拉弗龙特拉
帕洛斯-德拉弗龙特拉或帕洛斯港（西班牙語：Palos de la Frontera）是西班牙安达卢西亚自治区韦尔瓦省的一个市镇。总面积49平方公里，总人口10,885人（2017年），人口密度221人/平方公里。1492年8月3日，哥伦布从该港口起航前往美洲。

## 位置
| 西北: 韦尔瓦         | 北: 廷托河   | 东北: 莫格尔             |
| 西: 韦尔瓦 和 廷托河 |              | 东: 阿尔蒙特             |
| 西南: 蓬塔翁布里亚   | 南: 韦尔瓦河 | 东南: 阿尔蒙特 和 大西洋 |

## 人口
| 帕洛斯-德拉弗龙特拉    |
|                        |
| 来源：西班牙国家统计局 |

## 经济
帕洛斯的基础产业是农业。2005年的数据显示，该市草本作物面积842公顷，木本作物面积150公顷，主要作物为草莓、油橄欖、桃和黑小麥。

## 景点
- 拉比达修道院

## 著名人物
- 马丁·阿隆索·平松（英语：Martín Alonso Pinzón）：航海家、探险家，哥伦布首航舰队中平塔号的船长。[3][4][5][6]
- 比森特·亚涅斯·平松：航海家、探险家，尼尼亚号船长。[6]
- 弗朗西斯科·马丁·平松：航海家、探险家，平塔号驾驶员。[6]
- 克里斯托瓦·金特罗：平塔号的主人，所有者。[7]

## 图集

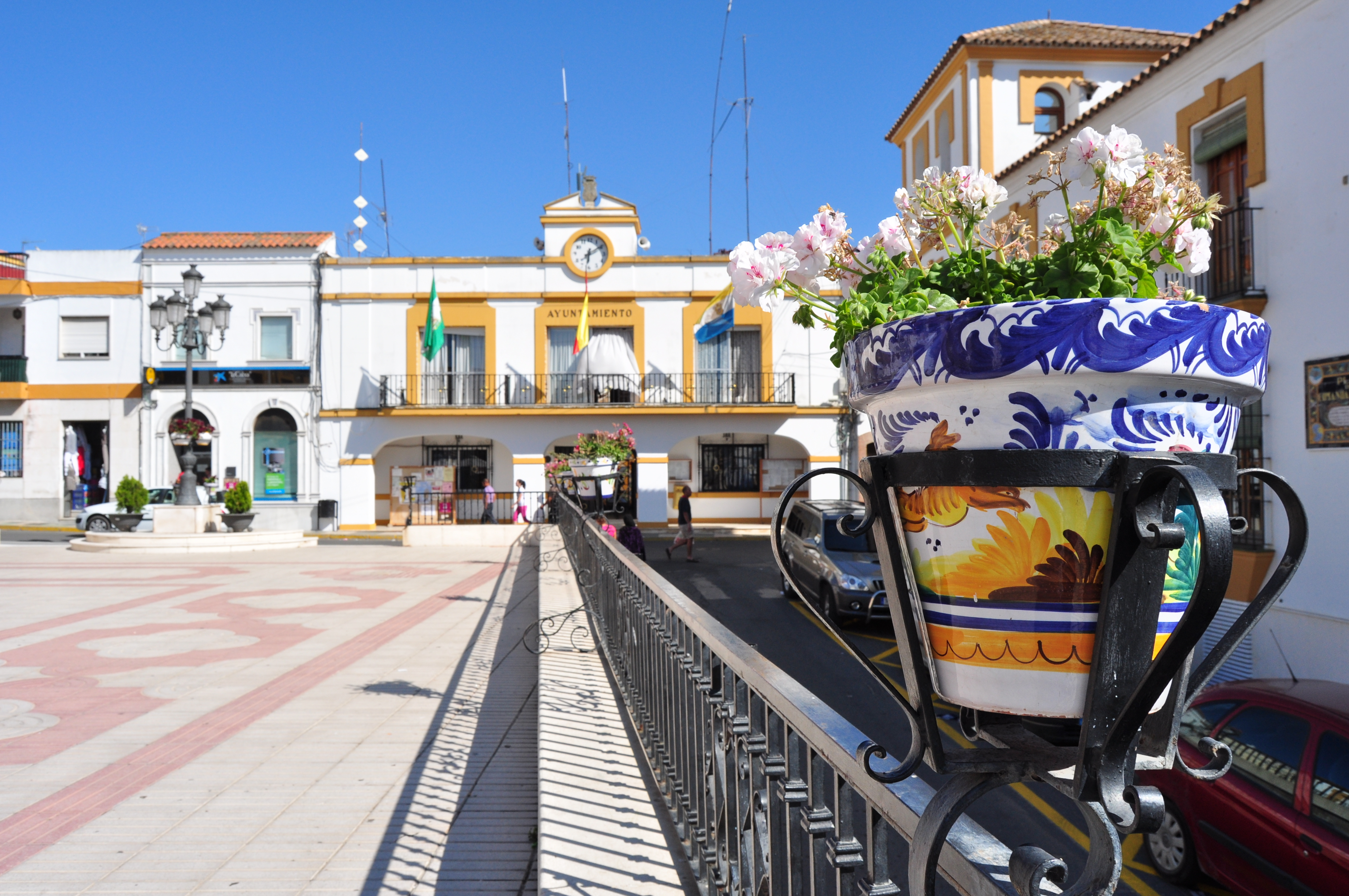
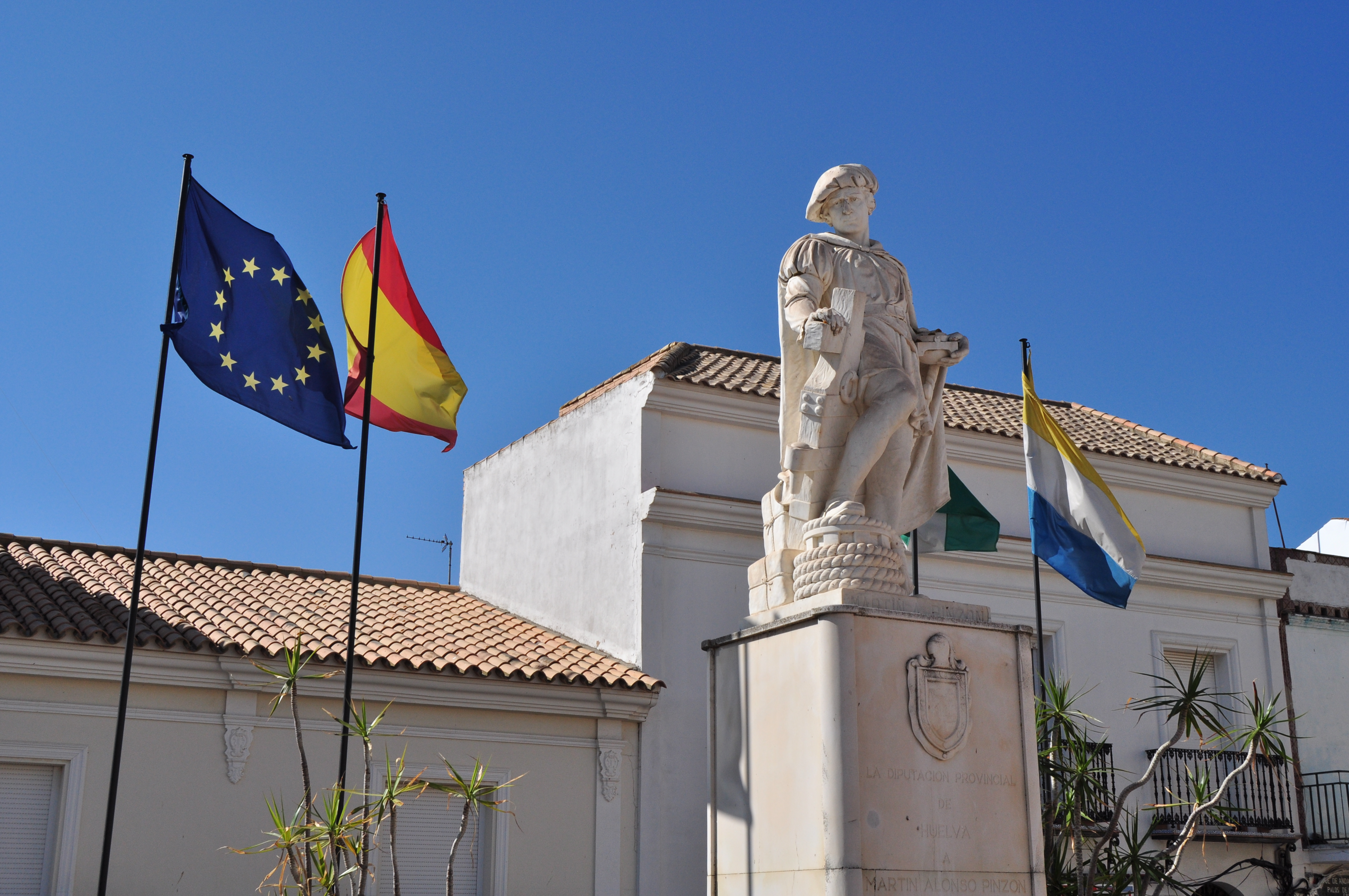
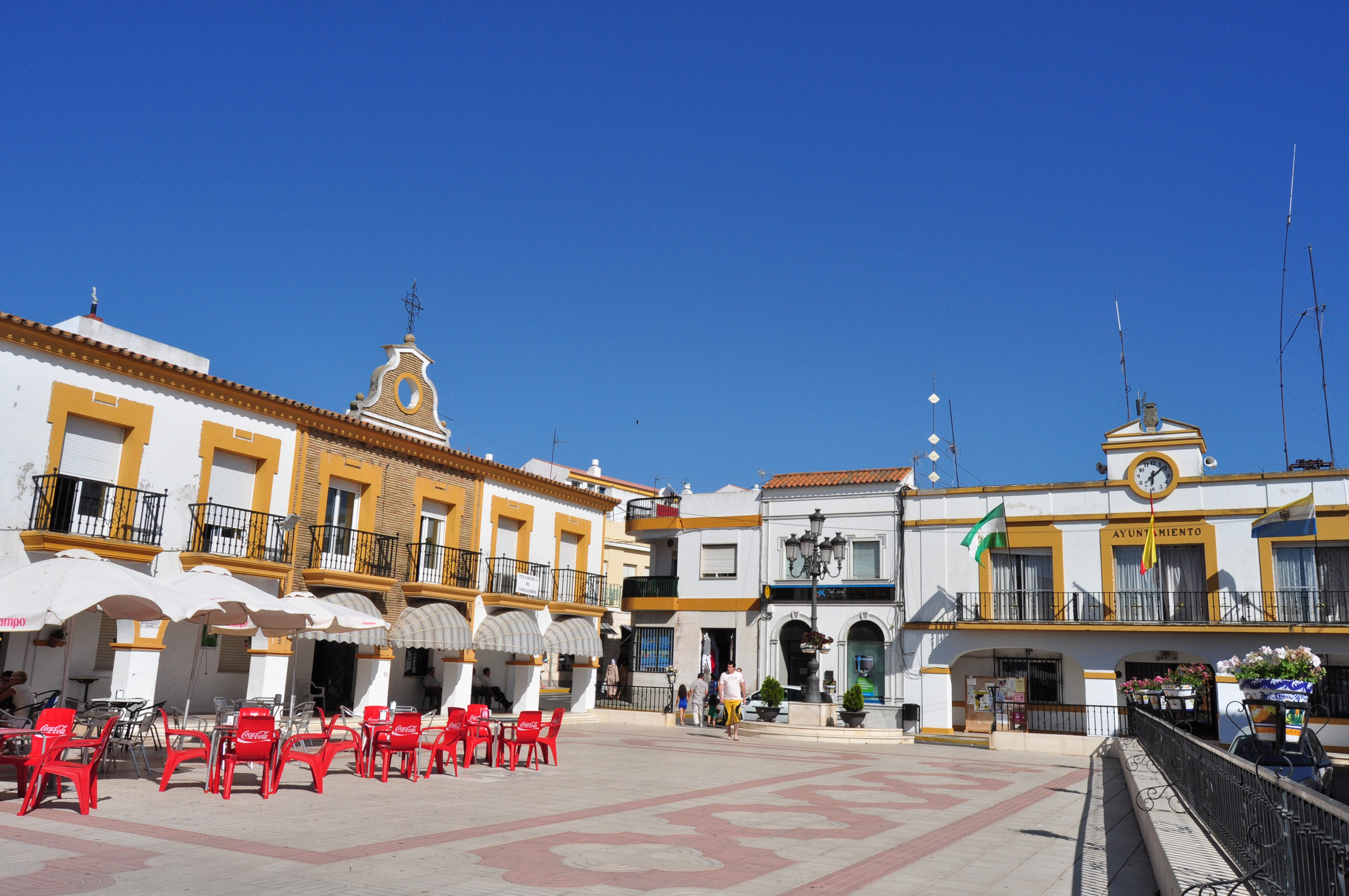
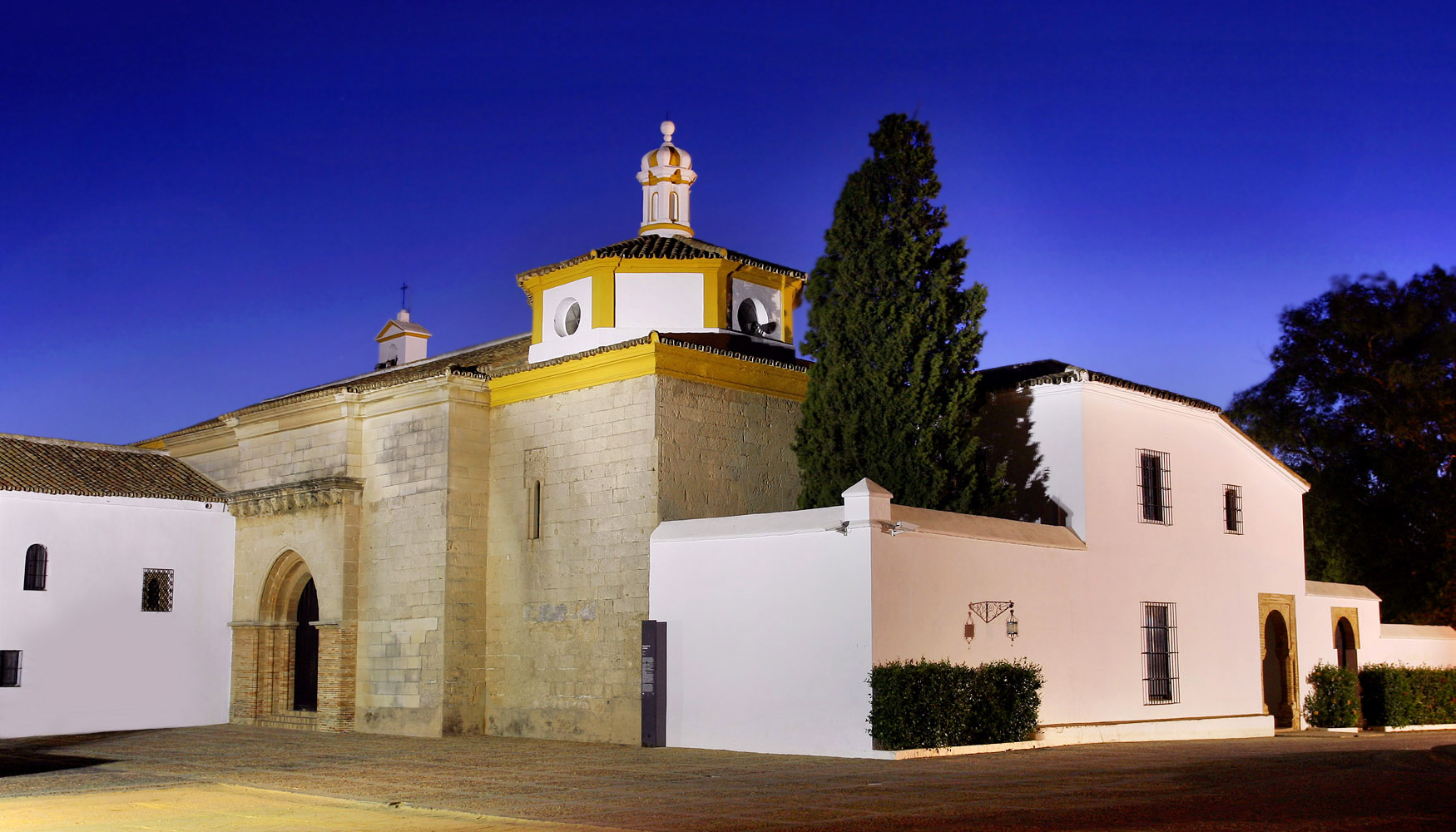
拉比达修道院夜景
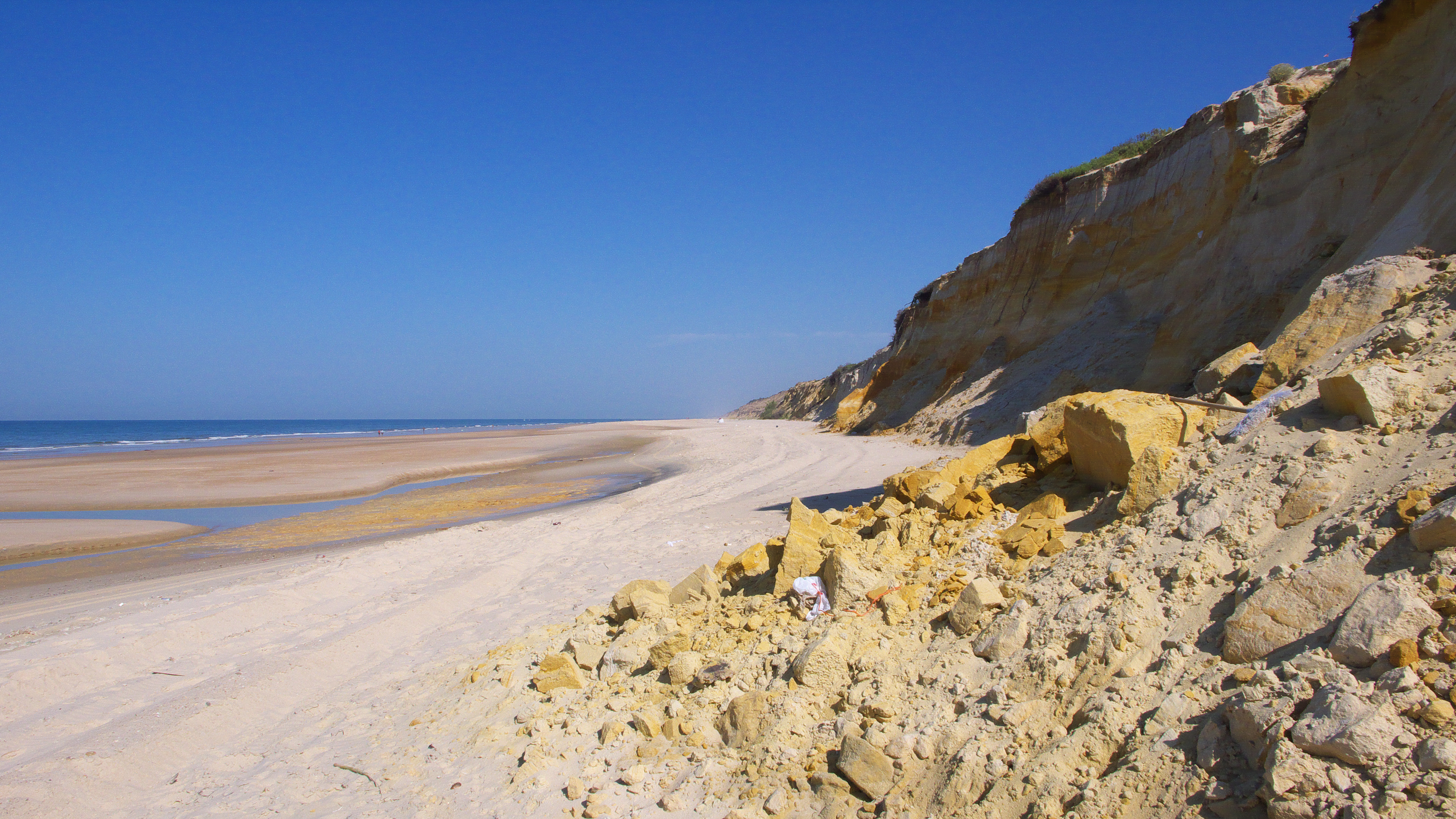
海滩

## 友好城市

### 拉丁美洲
- 哥伦比亚 卡利[8]
- 薩爾瓦多 松索纳特[8]
- 阿根廷 伊瓜苏港[8]
- 智利 圣多明戈[8]
- 智利 安库德[8]
- 古巴 新帕斯[8]

### 其他
- 日本 岩手县 大船渡市[9]
- 義大利 阿西西[9]
- 義大利 拉蒂纳[9]
- 法國 苏瓦约[9]
- 美国 俄亥俄州 哥伦布[9]
- 美国 德克萨斯州 哥倫布[9]
- 葡萄牙 拉古什[9]
- 西班牙 拜奥纳[9]
- 西班牙 内尔瓦[9]
- 西班牙 戈梅拉岛圣塞瓦斯蒂安[9]
- 西班牙 圣胡安德尔普埃尔托[9]
- 西班牙 桑卢卡尔-德巴拉梅达[9]
- 西班牙 圣费[9]
- 西班牙 桑托尼亚[9]